# Смирнов, Евгений Михайлович
Евге́ний Миха́йлович Смирно́в (25 апреля 1941, Баку — 22 мая 2005, Омск) — кандидат педагогических наук, доктор искусствоведения, профессор.

## Биография
После окончания школы два года работал электросварщиком на Бакинском заводе электробытовых приборов. С 1961 по 1964 гг. служил в армии на границе с Ираном.
В 1968 г. окончил Ленинградский государственный институт культуры им. Н. К. Крупской по специальности «библиотекарь-библиограф». В 1968—1972 годах — преподаватель, заведующий кафедрой информатики и заместитель декана библиотечного факультета Восточно-Сибирского государственного института культуры (Улан-Удэ).
После окончания в 1975 г. аспирантуры Ленинградского государственного института культуры вновь вернулся в Улан-Удэ. С 1985 года работал в Омском филиале Алтайского государственного института искусств и культуры, заведовал кафедрой библиотековедения и библиографии (сейчас — кафедра «Библиотечно-информационной деятельности» ОмГУ им. Ф. М. Достоевского).
Умер 22 мая 2005 года. Похоронен на Старо-Северном кладбище.

## Научная деятельность
В 1983 году защитил кандидатскую диссертацию на тему «Совершенствование деятельности МТЦНТИ по библиографическому обслуживанию специалистов региона». Доцент (1988), в 1995 году был избран профессором кафедры.
Основные направления исследований:
- история книги,
- книговедение,
- социальные коммуникации.

Автор около 200 научных и популярных публикаций по вопросам библиотечного дела, искусства, миниатюрной книги. Его статьи по обслуживанию специалистов региона, искусству художников Сибири, миниатюрным изданиям публиковались в научных сборниках ГПНТБ СО РАН, в Трудах Оксфордского университета, а также в Португалии, Англии, Венгрии, Чехии, Словакии, Германии, Кубе, Омске, Москве и Санкт-Петербурге (всего — в 19 странах).
Участвовал в работе Российской библиофильской ассоциации, президиуме правления Омского филиала Российского фонда культуры, редколлегии журнала «Библиосфера» и т. д.

### Избранные труды
- Миниатюрные книги Сибири и Дальнего Востока // Книжное дело в Сибири в последней четверти XX в. — Новосибирск, 1991. — С. 68-85.
- «Евгений Онегин» в миниатюрном формате // Пушкинский альманах. — Омск, 1998. — Вып. 1. — С. 128—135.
- 5 лет в мире книг. — Омск, 1999. — 39 с.
- Омские миниатюры // Книга. Культура. Читатель: Тр. Санкт-Петербург. Академии культуры — СПб., 1999.

## Увлечения
Любимым увлечением, помимо педагогики, была миниатюрная книга. Он много знал о ней, коллекционировал, способствовал изданию, изучал. Библиотека Восточно-Сибирского института культуры имеет в фонде представительное собрание этих изданий, начало которому положил Е. М. Смирнов.

## Награды
- заслуженный работник культуры Российской Федерации[1]